# Kadadi, Gadag
Kadadi là một làng thuộc tehsil Gadag, huyện Gadag, bang Karnataka, Ấn Độ.